# 464 a. C.
El año 464 a. C. fue un año del calendario romano prejuliano. En el Imperio romano se conocía como el Año del consulado de Albino y Fuso (o, menos frecuentemente, año 290 Ab urbe condita).

## Acontecimientos

### Grecia
- Como consecuencia de un terremoto, Esparta pierde la mitad de su ejército.[1]
- Inicio de la III Guerra Mesenia.
- Temístocles se refugia en la corte del rey Artajerjes I, quién le dona varias ciudades griegas de Asia Menor (Magnesia, Lámpsaco y Miunte).
- Un terremoto de 7,2 asola Laconia y destruye Esparta. Sublevación de los ilotas mesenios.

### República Romana
- Derrota de los ecuos y volscos por los romanos en territorio hérnico. Muerte del excónsul Lucio Furio.